# ایو لترم
ایو لترم (انگلیسی: Yves Leterme؛ زاده ۶ اکتبر ۱۹۶۰) یک سیاست‌مدار اهل بلژیک است. وی بین سال‌های ۲۰۰۹ تا ۲۰۱۱ نخست‌وزیر بلژیک بود.